# Polyrhachis delicata
Polyrhachis delicata är en myrart som beskrevs av W. C. Crawley 1915. Polyrhachis delicata ingår i släktet Polyrhachis och familjen myror. Inga underarter finns listade i Catalogue of Life.